# Aenictus sumatrensis
Aenictus sumatrensis är en myrart som beskrevs av Auguste-Henri Forel 1913. Aenictus sumatrensis ingår i släktet Aenictus och familjen myror.

## Underarter
Arten delas in i följande underarter:
- A. s. maxillosus
- A. s. sumatrensis